# بلاك بيري كيرف 8520
بلاك بيري كيورف 8520 (بالإنجليزية: BlackBerry Curve 8520)‏ هو هاتف ذكي من بلاك بيري يعمل بنظام بلاك بيري، تم طرحه في الأسواق في نوفمبر 2009.

## الخصائص
- نظام التشغيل: بلاك بيري
- الكاميرا الأمامية: 2 ميجابكسل
- الوزن: 106 غرام
- المعالج: 512 ميجا هرتز

1. ↑  الوصول: 27 يونيو 2018. وصلة مرجع: https://www.priceza.co.id/p/harga/blackberry-curve-8520/1011679.